# 1482
1482 (MCDLXXXII) je bilo navadno leto, ki se je po julijanskem koledarju začelo na torek.

## Dogodki
- 1. januar
- Diogo Cão, portugalski pomorščak kot prvi Evropejec zapluje po reki Kongo

## Rojstva
- april - Georg Tannstetter, avstrijski humanist, astronom, astrolog in zdravnik († 1535)
- neznani datum
  - Richard Aertsz, nizozemski slikar († 1577)
  - Leo Jud, švicarski reformator († 1542)
  - Johannes Oecolampadius, nemški reformator († 1531)
  - Matthias Ringmann, nemški kartograf in pesnik († 1511)
  - Cho Kwangjo, korejski učenjak († 1519)

## Smrti
- 10. maj - Paolo dal Pozzo Toscanelli, italijanski matematik in astronom (* 1397)